# 江东镇 (金华市)
江东镇，是中華人民共和國浙江省金华市金东区下辖的一个镇。

## 辖区
该镇辖有：
横店村、焦岩村、孔坑村、岩岭村、黄甫坑村、国湖村、浪石头村、徐里村、莲花塘村、上王村、南下王村、卢村、雅湖村、杨川村、南王村、贾村、六角塘村、十八里村、雅金村、前贾村、门口塘村、新屋头村、方塘村和湖园村。

## 图片
- 十八里立交
- 江东工业园
- 新金温铁路
- 金温货线江岭站